# Ринськ (гміна)
Гміна Ринськ (до 1 січня 2017 - гміна Вомбжезьно) (пол. Gmina Rynsk) — сільська гміна у північній Польщі. Належить до Вомбжезького повіту Куявсько-Поморського воєводства.
1 січня 2017 року назву змінено із Вомбжезьно на Ринськ, проте адміністрація гміни залишилася у місті Вомбжезьно.
Станом на 31 грудня 2011 у гміні проживало 8609 осіб.

## Площа
Згідно з даними за 2007 рік площа гміни становила 200.78 км², у тому числі:
- орні землі: 75.00%
- ліси: 12.00%

Таким чином, площа гміни становить 40.05% площі повіту.

## Населення
Станом на 31 грудня 2011:
| Опис     | Загалом | Загалом | Чоловіки | Чоловіки | Жінки | Жінки |
| -------- | ------- | ------- | -------- | -------- | ----- | ----- |
| одиниця  | осіб    | %       | осіб     | %        | осіб  | %     |
| все      | 8609    | 100     | 4306     | 50.02    | 4303  | 49.98 |
| міське   | 0       | 100     | 0        |          | 0     |       |
| сільське | 8609    | 100     | 4306     | 50.02    | 4303  | 49.98 |

## Сусідні гміни
Гміна Ринськ межує з такими гмінами: Хелмжа, Дембова-Лонка, Ковалево-Поморське, Ксьонжкі, Плужниця, Радзинь-Хелмінський, Вомбжежно.